# Roter Satin
Roter Satin, französisch Satin Rouge, ist ein tunesischer Spielfilm aus dem Jahr 2002. Er zeigt den Weg einer alleinerziehenden, verwitweten Frau, die im Bauchtanz eine neue Leidenschaft und Lebenskraft findet.

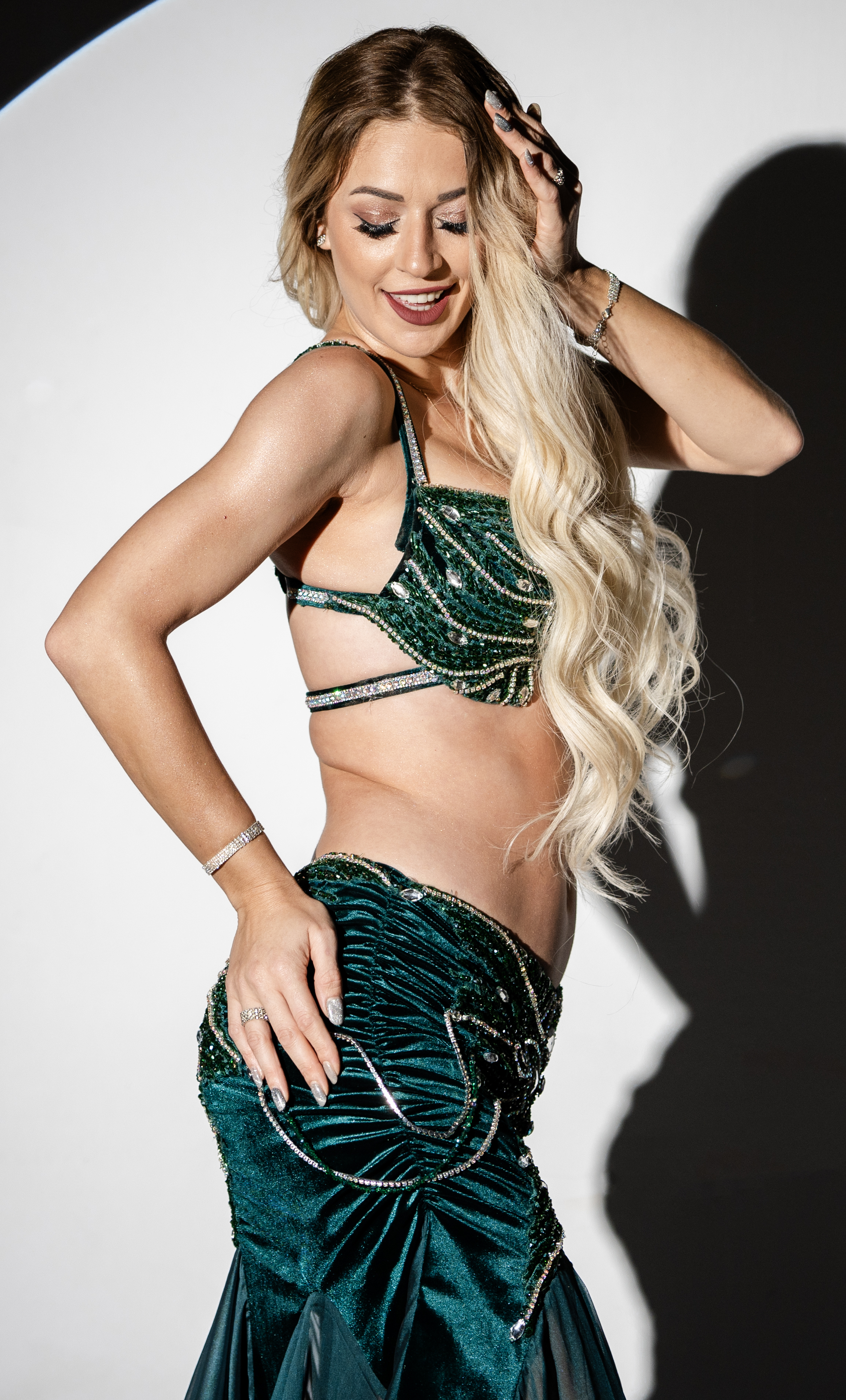
Bauchtänzerin, Symbolbild.

## Handlung
Seit dem Tod ihres Mannes ist die attraktive, etwa 40-jährige Lilia alleinerziehende Mutter. Zu ihrer bald erwachsenen Tochter Salma findet sie mitunter nur schwer Zugang und leidet unter ihrer Einsamkeit. Obgleich Liiia keine religiöse Muslimin ist, ist sie in gesellschaftlichen Fragen doch konservativ und missbilligt zu viel Freizügigkeit bei jungen Mädchen. Sie vermutet, dass ihre Tochter eine Beziehung zu dem Darbouka-Trommler Chokri hat, der in Salmas Bauchtanzkurs tätig ist. Lilia missfällt dies, woraufhin sie versucht, mehr über Chokri herauszufinden, und ihm tagsüber zu einem Nachtclub folgt, den sie jedoch nicht betritt. Als Salma spät abends von der Party einer Freundin anruft und sagt, dass sie die Nacht über nicht nach Hause kommt, macht sich Lilia besorgt erneut zu dem Club auf, im Glauben, dort Salma vorzufinden. Erschrocken stellt Lilia fest, dass es sich um einen Bauchtanzclub handelt, in dem Chokri als Trommler arbeitet. Überfordert von der Freizügigkeit der Tänzerinnen und den Anzüglichkeiten der anwesenden Männer bricht Lilia ohnmächtig zusammen. Folla, eine der Tänzerinnen, kümmert sich und besteht trotz Lilias Einwänden darauf, sie nach ihrem Tanzauftritt nach Hause zu bringen. Lilia beobachtet Follas Auftritt mit ambivalenten Gefühlen. Einerseits fühlt sie sich durch die ihr fremden Eindrücke und die teils sexuelle Atmosphäre abgestoßen, andererseits gefällt ihr der Bauchtanz sichtlich. Als Lilia den Club verlässt und darauf verzichtet, dass Folla sie zurück nach Hause bringt, ist es bereits kurz vor Sonnenaufgang. Wenig später kommt Salma nach Hause, wo sie auf ihre wütende und enttäuschte Mutter trifft, die sich Sorgen um sie gemacht hat.
Wenig später trifft Lilia auf dem Markt erneut Folla, die sie auffordert, sie wieder im Club zu besuchen. Während Salma schläft, macht sich Lilia heimlich erneut in den Club auf und genießt sichtbar den Anblick der Tänzerinnen. Am frühen Morgen kehrt sie zurück. Am Tag bekommt Lilia Besuch von einer Freundin und deren 13-jähriger Tochter, wobei die Mutter sich ereifert, dass ihre Tochter Lippenstift getragen hat, woraufhin Lilia entgegnet, man müsse mit den Mädchen Geduld haben und sie werde es gewiss nie wieder machen. Am Abend will Lilia wieder in den Club gehen, wird dabei jedoch von zwei Nachbarn entdeckt, woraufhin sie hastig erwidert, sie wolle nur zur Apotheke, um für ihre kranke Tochter Medizin zu holen. Das Ehepaar weigert sich jedoch, sie nachts allein auf die Straße zu lassen, woraufhin sie einen Nachbarsjungen rufen, der Lilia zur Apotheke bringt, doch verzichtet sie darauf, dass er sie zurück begleitet. Stattdessen macht sich Lilia in den Club auf und besucht Folla. Als diese für ihren bevorstehenden Auftritt die Garderobe verlässt, bleibt Lilia alleine zwischen den vielen Tanzkostümen zurück.
Schließlich nimmt sie einen Bauchtanz-BH in die Hände und ihre Neugier, wie dieser an ihrem Körper aussehen würde, gewinnt. Zunächst stellt sich Lilia nur von den Spiegel und drückt den BH an ihren Busen, bis sie das Verlangen überkommt, ihre dezente, verhüllende Kleidung abzulegen und in die Weiblichkeit und Erotik verströmenden Kleider einer Bauchtänzerin zu schlüpfen. Lilia tanzt vor dem Spiegel, als überraschend Folla auftaucht und Lilia gegen ihren Willen auf die Tanzfläche zieht, wo nur noch wenige Gäste sind. Anfangs sehr verschämt taut Lilia durch Hilfe der anderen Frauen allmählich auf und beginnt leidenschaftlich zu tanzen. Später geht sie, umhüllt von einem Mantel, unter dem sie noch immer ihr Bauchtanzkostüm trägt, nach Hause und betrachtet sich glücklich im Spiegel. Am Morgen wird Lilia von ihrer besorgten Tochter geweckt, die sich wundert, warum Lilia nicht aufgestanden ist. Salma entdeckt Lilias Bauchtanzkleid, glaubt jedoch der schnell aufgetischten Lüge ihrer Mutter, dass man es ihr vorbei gebracht hat, damit sie es näht. Salma verlässt das Haus – angeblich hat sie Chorprobe –, besucht in Wahrheit jedoch Chokri, mit dem sie, wie ihre Mutter anfangs richtig vermutet hat, tatsächlich eine Liebesbeziehung hat.
Am Abend besucht Lilia erneut den Club, um Folla das Kostüm zurückzugeben. Folla drängt Lilia erneut das Kostüm anzuziehen und zieht sie auf die Tanzbühne in den diesmal von Gästen voll besetzten Club. Anfangs zurückhaltend und unsicher, blüht Lilia in ihrem Tanz auf und fängt an die Aufmerksamkeit zu genießen, auch als die ersten Männer beginnen, sie mit Geldscheinen für ihren Tanz zu belohnen. Dabei finden sichtbar nicht nur die Gäste, sondern auch Chokri an ihr Gefallen. Nach dem Tanz macht sich Lilia Vorwürfe, sie habe im Tanzrausch nicht mitbekommen, was um sie herum geschehen sei, und schäme sich für ihren Auftritt. Sichtlich unwohl fühlt sich Lilia, als ihr der Clubbesitzer naherückt und ihren „unlockeren“ Tanz bemängelt, während seine Blicke auf ihrem dürftig bedeckten Körper verweilen. Der Besitzer fordert Folla auf, Lilia das professionelle Tanzen zu lehren. Trotz dieser Erfahrung stimmt Lilia zu und erfährt von Folla, dass sie bereits 15 Jahre in der Bar tanzt, ihre Arbeit bald jedoch verlieren wird, weil sie zu alt wird und der Besitzer finanziell billige, blonde, junge Frauen einstellen möchte. Salma schläft mit Chokri, der sie bittet, doch ihrer Mutter von der Beziehung zu erzählen, was Salma ablehnt, da es ihre Mutter „umbringen“ würde. Chokri weiß nicht, dass es sich bei Lilia, die er abends im Club mit seiner Musik zu ihrem Bauchtanz begleitet, um die Mutter seiner Freundin handelt. Lilia besucht ein Damenunterwäschegeschäft und kleidet sich neu ein. Zuhause findet sie vor der Wohnung ihre Tochter sowie ihren vom Land angereisten Onkel vor. Salma herrscht ihre Mutter an, wo sie gewesen sei. Ihrem gemäßigt religiösen Onkel gefallen die Veränderungen Lilias und Salmas nicht.
Lilia tanzt seit mittlerweile drei Wochen im Club und bekommt auch ein erstes Gehalt. Chokri gesteht ihr sein Interesse an ihr, jedoch auch, dass er eine Freundin hat, deren Mutter aber gegen die Beziehung wäre. Da sich für Lilia ihr Anfangsverdacht gegen Chokri nicht bestätigt hat, weiß sie nicht, dass er mit Salma zusammen ist. Nach einem Tanzauftritt kommt der Clubbesitzer zu Lilia und erklärt, dass ein Mann auf sie wartet, der sie kennenlernen will, außerdem soll sie bei ihm zuhause tanzen. Lilia lehnt ab, doch der Mann fängt sie auf dem Nachhauseweg ab und drängt sie mit ihm mitzukommen. Chokri geht rechtzeitig dazwischen, woraufhin er von Lilia ablässt. Chokri bringt Lilia nach Hause. Als er sie zum Abschied küssen will, lehnt Lilia sanft ab, sieht ihm jedoch lange hinterher und hält vor dem Einschlafen lange verträumt die Augen offen.
Lilia bekommt Besuch von einer Nachbarin, die ihr erzählt, dass Salma raucht und mit einem hübschen jungen Mann Zeit verbringt. Sie fordert Lilia auf, strenger in der Erziehung zu sein. Zeitgleich bekommt Lilia unerwartet Besuch von Folla, die offen erzählt, dass Lilia die Nächte in der Bar verbringt und für Folla deren Bauchtanzkostüme ausbessert. Lilia ist zwar wenig begeistert, dass ihre Nachbarin dies erfährt, bleibt jedoch bei Folla und lässt sich eine neue Frisur machen. Salma freut sich, dass ihre Mutter mehr auf sich achtet und Dinge unternimmt, die ihr guttun. Als Salma fragt, ob sie am Abend zu einer Freundin gehen darf, stimmt Lilia sofort zu und erteilt ihr auch die Erlaubnis, dort zu übernachten. Sie selbst tanzt am Abend wieder im Club, wobei sie in ihrem Tanz ganz bewusst Chokri umgarnt. Am frühen Morgen fahren Chokri und Lilia zusammen mit der Vorstadtbahn zu Chokris Wohnung, wo sie miteinander Sex haben. Salma indes wartet vergeblich auf Chokri, der sich eigentlich mit ihr bei ihrer Freundin treffen wollte. Später kehrt Lilia nach Hause zurück. Sie verdeckt das Bild ihres verstorbenen Mannes und wird kurz darauf von Salma angerufen, die ihr erzählt, dass sie einen Mann beim Tanzkurs kennengelernt hat und ihn ihr gerne vorstellen möchte. Lilia ist erschüttert, da sie nun vermutet, dass es sich um Chokri handeln muss, will ihre eigene Beziehung mit ihm jedoch zunächst fortsetzen, bis Chokri entgegnet, es sei besser, dass sie sich nicht mehr sehen. Als Salma mit Chokri nach Hause kommt, um ihn ihrer Mutter vorzustellen, hat Lilia endgültig Gewissheit. Chokri ist schockiert, schafft es aber, seine Überraschung vor der unwissenden Salma zu verbergen, während Lilia ihn selbstbewusst einschüchtert. Doch Lilia hat ihre Entscheidung getroffen. Sie will sich nicht zwischen ihre Tochter und Chokri drängen.
Einige Zeit später heiraten Chokri und Salma. Lilia führt auf der Hochzeit ihrer Tochter einen Bauchtanz auf.

## Rezensionen

### Bewertungen
In der Filmdatenbank Internet Movie Database kommt der Film auf eine Wertung von 6,7 von 10 Punkten bei fast 900 abgegebenen Bewertungen. Bei Rotten Tomatoes erhielt der Film im Schnitt 90 % positive professionelle Kritiken, beim allgemeinen Publikum eine Wertung von 71 % bei über 500 abgegebenen Bewertungen.

### Ausgewählte Kritiken
„Der Film beginnt mit einem scheinbaren Endzustand und endet mit einem Beginn. Eine mit sicherer Hand inszenierte Geschichte einer inneren Befreiung, die auch davon Zeugnis ablegt, wie falsch das Bild der islamischen Welt als eines homogen-fundamentalistischen Blocks ist.“

## Wissenswertes
Der im Vorspann angegebene Titel des Films ist tatsächlich Satin Rouge, aus dem Französischen ins Arabische mit ساتان روج / Sātān Rūǧ übertragen und nicht wörtlich übersetzt الساتان الأحمر / as-Sātān al-aḥmar bzw. الحرير الأحمر / al-Ḥarīr al-aḥmar („Roter Satin / Rote Seide“).